# Ballonbombe
Ballonbomben oder Brandballons sind unbemannte, ungelenkte Ballons, die eine Brand- oder Sprengladung tragen, welche nach einer bestimmten Zeit automatisch abgeworfen oder ausgelöst wird. Die Trefferquote ist entsprechend gering, weshalb Ballonbomben in militärischen Auseinandersetzungen nie eine größere Rolle spielten.
Ballonbomben wurden erstmals 1849 von österreichischen Truppen zur Niederschlagung von Aufständen in Italien eingesetzt. Im späten Zweiten Weltkrieg setzte die japanische Armee „Windschiff-Bomben“ (jap. 風船爆弾, fūsen bakudan) bzw. „Code-F-Waffen“ (ふ号兵器, Fu-gō heiki) ein, die Bomben von Japan über den Pazifik nach Amerika trugen. Etwa 9.000 solcher Ballons wurden an der Ostküste der japanischen Insel Honshū gestartet; sechs Menschen kamen durch eine der 300 Ballonbomben, die das Festland tatsächlich erreichten, ums Leben. Das Hauptziel der Ballonbomben war das Entfachen von Waldbränden, was jedoch nur im Sommer erfolgversprechend gewesen wäre – die Bomben standen jedoch erst im November 1944 zur Verfügung und wurden im April 1945 mangels Erfolg und Ressourcen wieder eingestellt.
Ähnliche, aber weniger ausgefeilte Ballons wurden durch die Briten von 1942 bis 1944 während der Operation Outward eingesetzt. Sie brachten den Briten Nutzen – im Gegensatz zu den japanischen Versuchen – und behinderten die Aktivitäten der deutschen Luftwaffe erfolgreich.
Die am Anfang des Kalten Krieges mit mehr oder weniger Erfolg von US-amerikanischer Seite eingesetzten ballonfahrenden Spionagekameras (Projektname: „Moby Dick“, Februar 1953 bis Juni 1954) und Fesselballons zur Aufklärung und zur Flugabwehr oder als frühes Transportmittel stellen weitere Anwendungen des Prinzips des militärischen Ballons dar.

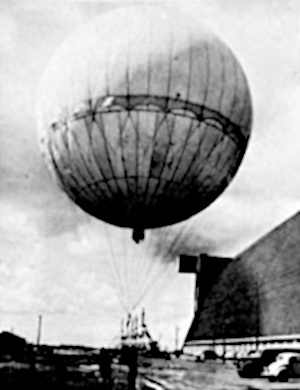
Japanische fūsen bakudan, entdeckt und fotografiert von der US Navy

## Österreichische Ballonbomben
Die ersten Ballonbomben wurden 1848–1849 von den österreichischen Artillerieoffizieren Franz und Josef Uchatius unter der Leitung von Generalmajor Franz von Hauslab entwickelt. Die Ballons waren mit Wasserstoff gefüllt, eine langsam abbrennende Zündschnur löste das Abwerfen der Sprengladung aus.
Als österreichische Truppen im Sommer 1849 Venedig belagerten, erwies es sich als unmöglich, die Stadt zur Kapitulation zu zwingen, da keine ausreichend weittragenden Geschütze vorhanden waren, um die Inseln vom Festland aus zu beschießen. Feldmarschall Radetzky forderte daher am 2. Juni 1849 die ersten 14 Ballonbomben an.
Die ersten Angriffe scheiterten, da die Ballons durch ständig wechselnde Winde von der Stadt weggetragen wurden. Am 2. Juli 1849 schließlich explodierte die erste Bombe in Murano. Dadurch ermutigt, wurden in den nächsten acht Wochen laufend weitere Angriffe durchgeführt. Der angerichtete Schaden der jeweils mit 15 kg (30 Pfund) Sprengstoff beladenen Ballonbomben war zwar sehr gering, die psychologische Wirkung jedoch beträchtlich. Am 2. August 1849 kapitulierte Venedig. Die Trefferquote war so gering, dass die K.K.-Armee von einem weiteren Einsatz von Ballonbomben absah.

## Japanische Ballonbomben

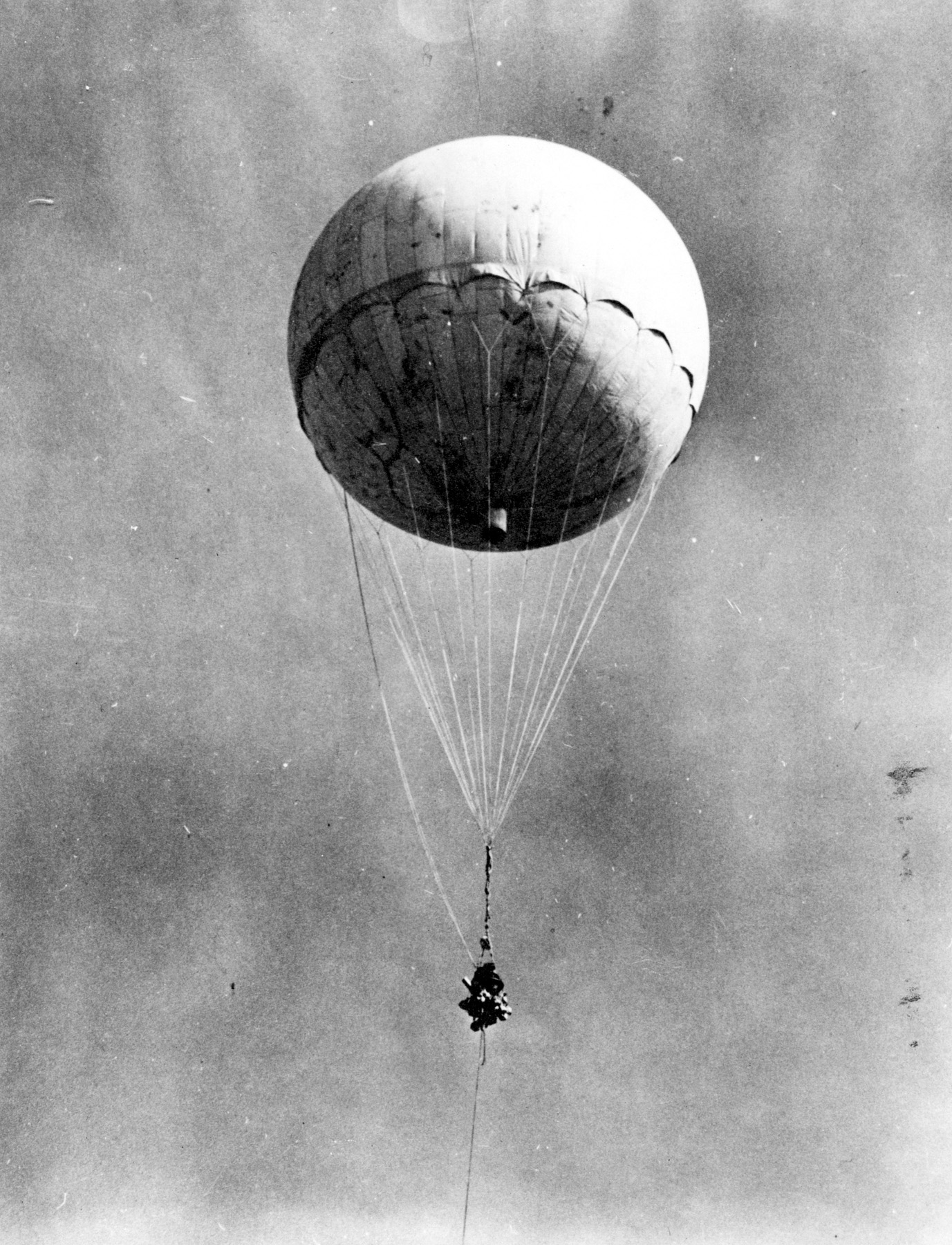
Japanische Ballonbombe

Als der amerikanische General Jimmy Doolittle (damals noch Lieutenant Colonel) im Frühling 1942 mit seinen North American B-25-„Mitchell“-Bombern im sogenannten Doolittle Raid (Doolittle-Überfall) Japan überraschte, setzte er eine Reihe von Ereignissen in Gang, die zum Versuch Japans führten, das amerikanische Festland mit bombentragenden Ballons anzugreifen.
Beim Doolittle Raid starteten die mittelschweren zweimotorigen B-25-Bomber, um japanische Industrieanlagen anzugreifen. Die schiere Kühnheit des Angriffs und der erstmalige Einsatz von Bombern von einem Flugzeugträger aus schreckten Japan trotz des Verlusts aller amerikanischen Flugzeuge nach dem erfolgreichen Angriff wegen Treibstoffmangels auf und zwangen die Führung zu einer militärischen Antwort.
Vom Spätherbst 1944 bis zum Frühling 1945 startete die japanische Armee mehr als 9.000 Ballonbomben. Der Aufstieg erfolgte vom japanischen Festland aus. Die Amerikaner nahmen anfangs an, dass die Ballonbomben von Schiffen oder Unterseebooten vor der amerikanischen Küste gestartet wurden. Am Wasserstoffballon sorgte eine Automatik für den Abwurf von Ballast oder das Abblasen von Gas zur Höhenregulierung. Als letzter „Ballast“ wurde die Bombenlast aus mehreren Brandbomben oder einer Sprengbombe freigegeben und anschließend mit einer Brandladung der wasserstoffgefüllte Ballon entzündet.
Die ersten Ballonbomben wurden zwei Tage nach dem Beginn des regelmäßigen US-Bombardements des japanischen Mutterlandes am 3. November 1944 gestartet. Ballonbomben fand man schließlich in Alaska, Washington, Oregon, Kalifornien, Arizona, Idaho, Montana, Utah, Wyoming, Colorado, Texas, Kansas, Nebraska, South Dakota, North Dakota, Michigan und Iowa sowie in Mexiko und Kanada. Der letzte Ballon wurde im April 1945 gestartet. Die letzte scharfe Ballonbombe wurde 1955 in Nordamerika mit einer nach zehn Jahren immer noch explosiven Bombenfracht gefunden. Eine durch Verwitterung entschärfte Bombe wurde 1992 in Alaska entdeckt.
Dreihundert von rund 9.000 gestarteten Waffen wurden in den USA gefunden oder beim Überflug beobachtet. Nach amerikanischen und übereinstimmenden japanischen Schätzungen erreichten etwa 1.000 Ballons das Zielgebiet Nordamerika. Trotz der hohen Erwartungen, die in sie gesetzt wurden, waren die dezentral in Handarbeit aus Papier hergestellten Ballons als Waffe wertlos, da sie bis auf einen Vorfall mit sechs Toten keine Opfer forderten und kaum Schaden anrichteten.
Die Ballons wurden lediglich im Herbst und Winter eingesetzt. Die beabsichtigten und letztlich kaum erzielbaren Waldbrände wären aber nur bei einem Einsatz im Sommer zu entfachen gewesen. Der größte Erfolg war die Unterbrechung der Stromversorgung eines Reaktors des Manhattan-Projekts. Eine Kernschmelze fand nicht statt, die Notstromversorgung funktionierte.
Die Ballonbomben richteten nur geringen Schaden an, hatten aber einen gewissen verängstigenden Effekt auf die amerikanische Bevölkerung. Die Gegenstrategie der USA war, die Japaner daran zu hindern, etwas über die Effektivität ihrer Waffe zu erfahren. Abgesehen von wenigen Zensurmaßnahmen, die nötig wurden, berichtete die Presse von sich aus kaum etwas über die Bomben. Daher glaubten die Japaner, dass ihre Idee nicht funktionierte, nachdem sie nur von einer einzelnen, fehlgeschlagenen Bombe hörten, die in Wyoming niedergegangen war. Zudem wurden – weitgehend unbeabsichtigt – in Japan zwei Lieferanten für Wasserstoffgas durch amerikanische Bombenangriffe zerstört. So wurde das Projekt „Windschiffbombe“ beendet.

### Ursprung und Beginn
Die Ballon-Kampagne war nicht das erste Mal, dass Japaner das amerikanische Festland angriffen. Es war tatsächlich der vierte Angriff. Im Februar 1942 – also vor dem Doolittle Raid – hatte das U-Boot I-17 ein Ölfeld in der Nähe von Santa Barbara (Kalifornien) angegriffen und dessen Pumpanlage beschädigt. Im Juni folgte I-25, das an der Küste des Staates Oregon eine Küstenbefestigung angriff (und einen Baseballplatz verunstaltete). Im September des Jahres baute die Besatzung des gleichen Bootes ein kleines, mitgeführtes Wasserflugzeug zusammen, das dann mit Brandbomben mehrere kleine Waldbrände auslöste.
Der Ballonbombeneinsatz war aber der ernsthafteste all dieser Angriffe auf das amerikanische Festland. Die Idee stammte vom Technischen Forschungslabor der japanischen 9. Armee unter der Leitung von Generalmajor Sueyoshi Kusaba, das mit dem Technischen Major Teiji Takada und seinen Kollegen arbeitete. Die Hauptüberlegung bestand darin, die starken winterlichen Winde zu nutzen, die von der japanischen Luftwaffe entdeckt worden waren. Dieser Wind heißt heute Jetstream.
Der Jetstream bläst in einer Höhe von über 9.150 Metern und kann einen großen Ballon innerhalb von drei Tagen über den Pazifik befördern – über eine Strecke von mehr als 8.000 Kilometern. Solche Ballons könnten Brandbomben und andere Sprengstoffe in die Vereinigten Staaten tragen und dort Menschen töten, Gebäude zerstören oder Waldbrände entfachen.
Die Vorbereitungen zu diesem Projekt verschlangen viel Zeit, weil es große technische Probleme gab. Gasballons dehnen sich aus, wenn sie von der Sonne angestrahlt werden und steigen so. Wenn es in der Nacht kalt wird, zieht sich der Ballon zusammen und das Luftfahrzeug sinkt. Die Ingenieure des Labors entwickelten ein Kontrollsystem, das an einen Höhenmesser angeschlossen war. Wenn der Ballon tiefer als 9.000 Meter fuhr, ließ eine vom Höhenmesser gesteuerte Automatik Sandsäcke fallen, so dass der Ballon durch das geringere Gewicht wieder stieg.
In ähnlicher Weise wurde der Ballon gesteuert, wenn er höher als 11.600 Meter fuhr: Der Höhenmesser öffnete ein Ventil, um Wasserstoff aus dem Ballon zu entlassen. Das Gas wurde auch bei einem kritischen Überdruck (Prallhöhe) entlassen.
Das Steuerungsgerät führte den Ballon während drei Tagen Fahrt. Nach dieser Zeit war es wahrscheinlich, dass sich der Ballon über den Vereinigten Staaten befand, nach zwei Nächten besaß der Ballon auch keinen Ballast mehr. Am Ende des Fluges wurde oben am Gasballon ein kleiner Knallkörper gezündet, der den Ballon zerstörte. Die eigentliche, 15 Kilogramm schwere Bombe wurde fallengelassen, so dass sie am Erdboden explodierte.
Der Ballon musste ein Gewicht von etwa 500 Kilogramm tragen können, was bedeutete, dass der Ballon zehn Meter Durchmesser und 540 m³ Volumen haben musste. Zuerst wurden die Ballons aus herkömmlicher gummierter Seide hergestellt, später wurde aber eine Machart gefunden, die noch gasdichter war. Die Armeeführung bestellte zehntausend aus Japanpapier – einem aus Maulbeerbäumen gefertigten dichten und zähen Papier – gefertigte Ballons. Dieses Papier war nur in Rechtecken von der Größe einer Landkarte erhältlich, so wurde es in drei oder vier Schichten mit essbarer konnyaku-Paste geleimt. Hungrige Mitarbeiter stahlen immer wieder diese Paste und aßen sie. Viele Handarbeiter waren minderjährige Mädchen, die zartere Finger haben als andere Menschen; ihnen wurde auferlegt, sie sollten – wohl um das empfindliche Papier nicht zu verletzen – Handschuhe tragen, die Fingernägel kurz halten und keine Haarnadeln benutzen. Die Mädchen bauten Ballons an vielen Orten in Japan zusammen und wussten nichts über den Zweck dieser Gebilde. Als Gerüchte herumgingen, dass die Ballons nach Amerika fliegen und dort Brände auslösen sollten, fanden dies viele der Arbeiterinnen lächerlich. Große Gebäude wie Sumo-Anlagen, Turnhallen und Theater wurden requiriert, um darin die Ballons zu fertigen. Das Ballonprojekt wurde allerdings trotzdem recht erfolgreich geheim gehalten.

### Angriff
Erste Tests der Ballons fanden im September 1944 statt und waren befriedigend. Allerdings griffen, bevor die Vorbereitungen beendet waren, amerikanische B-29-Flugzeuge die japanischen Hauptinseln an. Diese Angriffe stärkten das Verlangen Japans, den Doolittle Raid zu rächen.
Im frühen November 1944 wurde der erste Ballon losgelassen. Major Takade beobachtete, als der Ballon aufwärts hoch über die See stieg:
„Die Figur des Ballons war nach dem Start nur wenige Minuten lang sichtbar, bis sie als ein Fleck am Himmel – wie ein Stern am Tag – entschwand.“
Zu Beginn des Jahres 1945 wurden die Amerikaner wachgerüttelt und sich bewusst, dass etwas Seltsames vorging. Ballons wurden gesichtet und Explosionen gehört – von Kalifornien bis hinauf nach Alaska. Ein Objekt, das einem Fallschirm ähnelte, sank über der Stadt Thermopolis in Wyoming zu Boden. Eine Splitterbombe zündete, und Schrapnells wurden um den Krater herum gefunden. Eine P-38 Lightning schoss in der Nähe von Santa Rosa (Kalifornien) einen Ballon ab; ein anderer wurde über Santa Monica (ebenfalls Kalifornien) gesichtet. Stücke von Japanpapier wurden in den Straßen von Los Angeles gefunden.
Zwei Ballonbomben wurden an einem einzelnen Tag im Modoc National Forest östlich von Mount Shasta gefunden. In der Nähe von Medford (Oregon) explodierte eine Bombe in gewaltigen Flammen; die United States Navy fand Ballons im Ozean. Ballonhüllen und Vorrichtungen der Ballons wurden in Montana und Arizona sowie in den kanadischen Distrikten Saskatchewan, Northwest Territories und Yukon gefunden. Schließlich gelang es einem Piloten der United States Army Air Forces, einen Ballon einzufangen und intakt zu Boden zu bringen, wo der Ballon untersucht und fotografiert wurde.

### Reaktion der Öffentlichkeit

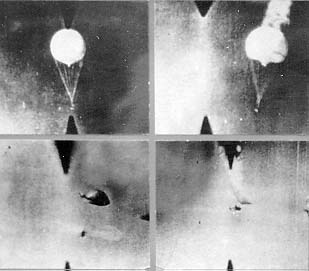
Abschuss eines Ballons über den Alëuten, 11. April 1945

Die Zeitschrift Newsweek veröffentlichte in ihrer Ausgabe vom 1. Januar 1945 einen Artikel mit dem Titel „Balloon Mystery“ und ein ähnlicher Bericht erschien in einer Zeitung am nächsten Tag. Die Zensurbehörde („Office of Censorship“) sandte eine Botschaft an alle Zeitungen und Radiostationen und bat sie, Zwischenfälle mit Ballons und Ballonbomben nicht mehr zu erwähnen, so dass die Japaner keine Nachrichten über die Effektivität ihrer Fluggeräte bekamen.
Dass man die Ballons nur von Herbst bis Frühling startete, war aus militärischer Sicht unklug. Die Bomben hätten durchaus Waldbrände entfachen können, doch in jener Jahreszeit war es zu feucht, als dass die Wälder hätten Feuer fangen können. Im Sommer – wenn in den USA Waldbrandgefahr herrscht – wurden keine Ballons gestartet.
Die Behörden waren wegen der Ballons jedoch besorgt – es bestand durchaus die Möglichkeit, dass die Japaner durch Zufall größere Schäden anrichten könnten. Noch schlimmer: Die Amerikaner wussten, dass die japanische Armee in der berüchtigten „Einheit 731“ in Pingfan, einer Stadt in der besetzten Mandschurei, an biologischen Waffen arbeitete. Ein Ballon mit hochinfektiösen Krankheitserregern hätte schwerwiegende Folgen gehabt.
In der amerikanischen Bevölkerung glaubte niemand, dass die Ballons direkt aus Japan stammten. Es wurde vielmehr angenommen, dass die Ballons von japanischen Sondereinheiten, die mit U-Booten an der US-Westküste landeten, gestartet worden seien. Wildere Theorien besagten, dass sie von Deutschen aus Kriegsgefangenenlagern gestartet worden seien oder sogar aus den Internierungslagern, in denen alle in den USA lebenden japanischen Bürger interniert waren.
Einige der von den „fusen bakudan“ abgeworfenen Ballast-Sandsäcke wurden vom US Geological Survey untersucht. In Zusammenarbeit mit Oberst Sidman Poole vom Armeenachrichtendienst wurde der Sand mikroskopisch und chemisch analysiert; ebenso wurden die darin enthaltenen Überreste von Meeres-Kleinstlebewesen (u. a. Diatomeen) und die mineralische Zusammensetzung geprüft. Die Untersuchungen ergaben, dass der Sand weder von einem amerikanischen Strand noch von Pazifikinseln stammen konnte, sondern aus Japan kommen musste.
In der Zwischenzeit kamen Ballons in den Bundesstaaten Oregon, Kansas, Iowa, Manitoba, Alberta, Northwest Territories, Washington, Idaho, South Dakota, Nevada, Colorado, Texas sowie im nördlichen Mexiko, in Michigan und in der Nähe von Detroit an. Kampfflugzeuge versuchten die Ballons abzufangen, jedoch mit wenig Erfolg, denn die Ballons fuhren sehr hoch und überraschend schnell; weniger als 20 wurden abgeschossen.
Die Geologen setzten ihre Untersuchungen des Sandes fort und konnten sogar bestimmen, von welchen japanischen Stränden der Sand stammte. Die Ergebnisse waren letzten Endes jedoch unwichtig, da es bereits Frühling war und die Ballonangriffe bald beendet wurden.

### Opfer: sechs Zivilisten
Am 5. Mai 1945 wurden fünf Kinder und eine Frau, Elsie Mitchell, in der Nähe von Lakeview (Oregon) von einer Ballonbombe getötet. Die Opfer hatten versucht, ein solches Gerät aus dem Wald zu schleppen, als es explodierte. Der Ehemann, Reverend Archie Mitchell, erlebte den Unfall mit, als er mit einigen Kindern auf einem Ausflug war. Die fünf Kinder im Alter zwischen 11 und 13 Jahren sowie die Frau blieben die einzigen bekannten Opfer der japanischen Ballonangriffe. Man muss jedoch damit rechnen, dass es etliche, bislang noch nicht gefundene Ballonbomben gibt, die auch nach Jahrzehnten noch gefährlich sind.
Die japanische Propaganda behauptete, dass es in den USA große Brände und eine Panik unter der Bevölkerung gebe. Im Rundfunk wurden 10.000 Tote gemeldet.
Nach dem tödlichen Zwischenfall wurde die Pressezensur aufgehoben, damit die Öffentlichkeit vor der Ballongefahr gewarnt werden konnte. Aber selbst ohne Zensur hätten die Japaner keinen Grund gehabt zu glauben, dass sie in militärischer Hinsicht etwas erreicht hätten.

### Nutzen und Aufwand
Die Leute von General Kusaba schickten mehr als 9.000 Ballons auf die Reise, von denen rund 300 in den USA gefunden oder beobachtet wurden. Japanische Schätzungen gingen davon aus, dass rund 10 % der Ballons die Strecke bewältigten; und tatsächlich legten auch etwa 1.000 Ballons diese Strecke zurück. Zwei kamen wieder zurück und gingen in Japan nieder, ohne Schaden anzurichten.
Der Aufwand auf der japanischen Seite war groß und in der Zwischenzeit gelang es B-29-Superfortress-Bombern, zwei der drei Wasserstofffabriken des Ballonprojektes zu zerstören. Ohne irgendwelche Hinweise auf die Effizienz des Vorhabens zu erhalten, musste General Kusaba die Ballonstarts im April 1945 einstellen.
Am 10. März 1945 verfing sich eine der letzten Ballonbomben in der Nähe der Hanford-Atomanlage, die dem Manhattan Project – dem Bau der amerikanischen Atombombe – diente, in einer Stromleitung. In der Anlage fiel kurzzeitig der Strom aus, bis ein Notaggregat ansprang.

## Operation Outward in Großbritannien
Operation Outward war der Name des britischen Programms, das Deutsche Reich während des Zweiten Weltkriegs mit freifliegenden Ballons anzugreifen.
Während „Outward“ wurden billige, einfache Gasballons mit Wasserstoff gefüllt. Sie trugen zwei Arten von Nutzlast:
- ein Stahlseil mit dem Ziel, Stromleitungen zu treffen und so einen elektrischen Kurzschluss zu verursachen oder
- drei Brandbomben zu je 2,7 Kilogramm, um Wälder und Trockenwiesen in Brand zu setzen

Insgesamt 99.142 Ballons wurden während der Operation Outward gestartet. 53.343 trugen Brandsätze, 45.599 Stahlseile.
Verglichen mit den bekannteren japanischen Ballonbomben waren die Outward-Ballons viel einfacher gebaut. Sie hatten jedoch auch nur eine sehr viel kürzere Strecke zu bewältigen, fuhren niedriger (nur 4.900 statt 11.500 Meter) und besaßen auch keine Automatik für eine Höhensteuerung. Die Massenproduktion war sehr einfach und kostete pro Stück nur 35 shilling (1,75 Pfund).
Anstoß für das Projekt gab ein Sturm, der in der Nacht vom 17. September 1940 gewütet und eine Reihe britischer Fesselballons losgerissen und ostwärts über die Nordsee getragen hatte. Einige Ballons erreichten Schweden und Dänemark und beschädigten dort Stromleitungen, unterbrachen Eisenbahnlinien und zerstörten die Antenne des schwedischen Auslandrundfunks. Fünf Ballons erreichten schließlich sogar Finnland.
Ein Bericht über die Schäden und die Verwirrung in den betroffenen Ländern erreichte das britische Kabinett. Am 23. September verfügte Winston Churchill, dass der Einsatz von Ballons gegen Deutschland diskutiert werden solle.
Das Luftfahrtministerium erstellte zuerst einen ablehnenden Bericht, vermutlich weil das zuständige Ministerium für Flugzeugbau davon ausging, dass Ballons ineffiziente Waffen seien und dass deren Herstellung zu viele Kräfte binden würde. Die Admiralität sah die Idee positiver. Sie fand, dass Ballons sehr billige Flugobjekte seien und dass deren Einsatz das Leben von Briten in keiner Weise gefährde. Die Gestaltung des deutschen Stromnetzes wäre auch empfindlich gegenüber Kurzschlüssen und große Wälder wären als Ziele für Brandbomben geeignet. Dazu würden Winde oberhalb von 4.900 Metern mehrheitlich von West nach Osten wehen, was es für Deutschland unmöglich mache, selber Ballons als Waffe einzusetzen.
Nach einem längeren bürokratischen Kampf zwischen dem Luftfahrtministerium und der Admiralität entschied der Generalstab im September 1941, dass das Projekt begonnen werden sollte. Der erste Startplatz wurde in Harwich errichtet, und die ersten Ballonflüge begannen am 20. März 1942. Innerhalb von wenigen Tagen erhielten die Briten Berichte über Waldbrände bei Berlin sowie bei Tilsit in Ostpreußen.
Mitteilungen der deutschen Luftwaffe, die von den Briten abgefangen wurden, zeigten rasch, dass die deutschen Jagdflugzeuge versuchten, die Ballons abzuschießen. Diese Tatsache ermutigte die britische Armeeführung, „Operation Outward“ fortzusetzen – schließlich war es für die deutsche Luftwaffe um einiges aufwendiger, einen Ballon zu zerstören als für die Briten, einen solchen herzustellen.
Ihren größten Erfolg erzielte die Operation Outward am 12. Juli 1942: Ein Ballon mit angehängtem Stahlseil traf eine 110.000-Volt-Leitung in der Nähe von Leipzig. Ein fehlerhafter Überlastungsschutzschalter im Elektrizitätswerk Böhlen führte zu einem Brand, der die gesamte Station zerstörte.
Die Ballonstarts wurden fortgeführt, auch wenn sie zeitweise unterbrochen wurden, um die alliierten Bomber während der größeren Luftangriffe nicht zu behindern. In der Vorbereitungsphase der Invasion in der Normandie nahm die Zahl der Ballonstarts ab. Der letzte Ballon wurde am 4. September 1944 gestartet.

## Palästina/Israel
Anfang 2020 wurde gemeldet, dass auch im Israelisch-Palästinensischen Konflikt Ballonbomben zum Einsatz kommen. Dabei handelt es sich um mit einfachen Mitteln gebaute Ballons, z. T. aus Kondomen, die mit Kältemittel als Traggas gefüllt wurden. Damit wurden Brandbomben bzw. Sprengsätze von der Terrororganisation Hamas aus dem Gazastreifen Richtung Israel geschickt.

### Österreichische Ballonbomben
- Hans Kronberger: Das Österreichische Ballonbuch. Hora-Verlag, Wien 1987, ISBN 3-213-00016-7.
- Monash University, Remote Piloted Aerial Vehicles: An Anthology

### Japanische Ballonbomben
Der englische Originaltext dieses Artikels besteht aus „The Fire Balloons“ (gemeinfrei, siehe unten) sowie aus „Balloon Bomber“ (Memento vom 17. Januar 2008 im Internet Archive), ebenfalls ein gemeinfreier Text, da er von einer US-Regierungsbehörde erstellt wurde.
- The Fire Balloons by Greg Goebel, 1. Februar 2000, minor update 1. Juni 2002, abgerufen am 30. Juli 2016.
- Robert C. Mikesh: Japan’s World War II Balloon Bomb Attacks on North America. Smithsonian Institution Press, 1973.
- John McPhee: Balloons Of War. In: The New Yorker. 29. Januar 1996, S. 52–60.

### Operation Outward
- James Healy: Operation Outward. In: Aviation News Magazine. 31. Oktober (– 13. November) 1986, S. 590–591.
- Curtis Peebles: The Moby Dick Project. Smithsonian Books, 1991, ISBN 1-56098-025-7.